# Brachymis piligera
Brachymis piligera är en skalbaggsart som beskrevs av Moser 1914. Brachymis piligera ingår i släktet Brachymis och familjen Melolonthidae. Inga underarter finns listade.